# Diplomski rad
Diplomski rad, sveobuhvatna i visoko neovisna zadaća u kojoj student mora pokazati sposobnost analizirati zadani problem s teorijskog i praktičnog stanovišta, izraditi rješenje koristeći znanja stečena u više predmeta kao i iz literature, ugraditi rješenje, napisati dokumentaciju i upute za uporabu te smjernice budućeg razvoja. Naglasak je dokazati sposobnost u svim tim aspektima, a ne na radno zahtjevnim rutinskim poslovima koji bi imali kao jedini cilj u potpunosti zaokružen neki proizvod.
U Hrvatskoj se nekada diplomiranjem završavao fakultet i stjecao 7. stupanj stručne spreme, tj. visoka stručna sprema (VSS), a uz naslov struke stajao je dodatak "dipl." (diplomirani).